# 믹키 심슨
믹키 심슨(Mickey Simpson, 1913년 12월 3일 ~ 1985년 9월 23일)은 미국의 배우, 텔레비전 배우, 영화 배우이다.

## 영화
- 리오 콘초스 (1964년)
- 보난자 (1959년)
- 워락 (1959년)
- 선셋 77번가 (1958년)
- 론 레인저 (1956년)
- 자이언트 (1956년)
- 샤이안 (1955년)
- 웨스트 포인트 (1955년)
- 록키 존스, 스페이스 레인저 (1954년)
- 프린스 밸리언트 (1954년)
- 슈퍼맨 - 54년작 2 (1954년)
- 로즈 마리 (1954년)
- 드미트리우스와 검투사들 (1954년)
- 쓰리 세일러스 앤 어 걸 (1953년)
- 에디 캔터 스토리 (1953년)
- 벨라 루고시, 브룩클린 고릴라 만나다 (1952년)
- 왓 프라이스 글로리 (1952년)
- 드럼스 인 더 딥 사우스 (1951년)
- 와바시 애비뉴 (1950년)
- 웨곤 마스터 (1950년)
- 론 레인저 - 49년 시리즈 (1949년)
- 그들은 밤에 산다 (1949년) - 섀도우 역
- 황색 리본을 한 여자 (1949년)
- 잇 해펀스 에브리 스프링 (1949년)
- 성난 파도 (1948년)
- 독신남 (1947년)
- 타잔 - 조니 웨이스뮬러 편 11 (1947년)
- 황야의 결투 (1946년)
- 인 더 네이비 (1941년)